# Franz Adler (Soziologe)
Franz Adler (* 23. September 1908 in Wien; † 21. Mai 1983 in Los Angeles) war ein US-amerikanischer Soziologe österreichischer Herkunft.

## Leben
Der Sohn des promovierten Juristen Emanuel Adler (1873–1929) und Valerie Adler, geborene Bach (1882–1969), promovierte 1933 an der Universität Wien zum Dr. jur. Nach dem „Anschluss“ Österreichs emigrierte er noch 1938 in die USA, deren Staatsbürgerschaft er 1944 annahm. Zuvor hatte er am 9. Mai 1943 Leta L. McKinley geheiratet, mit der er die beiden Kinder James E. und D. Linn aufzog.
In den Vereinigten Staaten erwarb Adler 1942 an der American University einen Master of Arts in Social Economy, da der juristische Doktortitel sich im anders aufgebauten amerikanischen Rechtssystem als nahezu wertlos erwies. An der University of Wisconsin promovierte er 1953 erneut, indem er einen Ph. D. in Soziologie erwarb.
Bereits seit 1941 unterrichtete Adler, zunächst bis 1943 am Washington State College als teaching assistant. Bis 1945 war er als Berater für Österreich am amerikanischen war effort im Zweiten Weltkrieg beteiligt. Anschließend lehrte er in verschiedenen Funktionen an der University of Wisconsin und der Drake University. Von 1947 bis 1953 war Adler Assistenzprofessor für Soziologie an der University of Arkansas, wo er 1956 zum Professor berufen wurde. Eine Gastprofessur führte ihn ab 1948 für ein Jahr an die Roosevelt University nach Chicago. 1958 wechselte er als Dozent an die University of California, Los Angeles, bevor er 1959 einen Ruf an die University of California, Davis, annahm, die im selben Jahr Mitglied der University of California wurde.
Adler war Mitglied und Funktionsträger in verschiedenen amerikanischen Soziologen- und Universitäts-Vereinigungen, außerdem war er als begeisterter Exlibris-Sammler Mitglied der American Society of Bookplate Collectors & Designers, sowie der österreichischen, niederländischen und deutschen Exlibris-Sammler-Vereine.

## Schriften (Auswahl)
Adler veröffentlichte zahlreiche Aufsätze im American Journal of Sociology. Daneben rezensierte er regelmäßig Bücher in der American Sociological Review und in anderen Fachzeitschriften. Beteiligt war er außerdem mit Beiträgen zu folgenden Publikationen:
- Howard Becker and Alvin Boskoff (Hrsg.): Modern Sociological Theory in Continuity and Change. Dryden, New York 1957.
- John Kosa (Hrsg.): The Home of the Learned Man. A Symposium on the Immigrant Scholar in America. New Haven [1968].